# Fagor-MBK

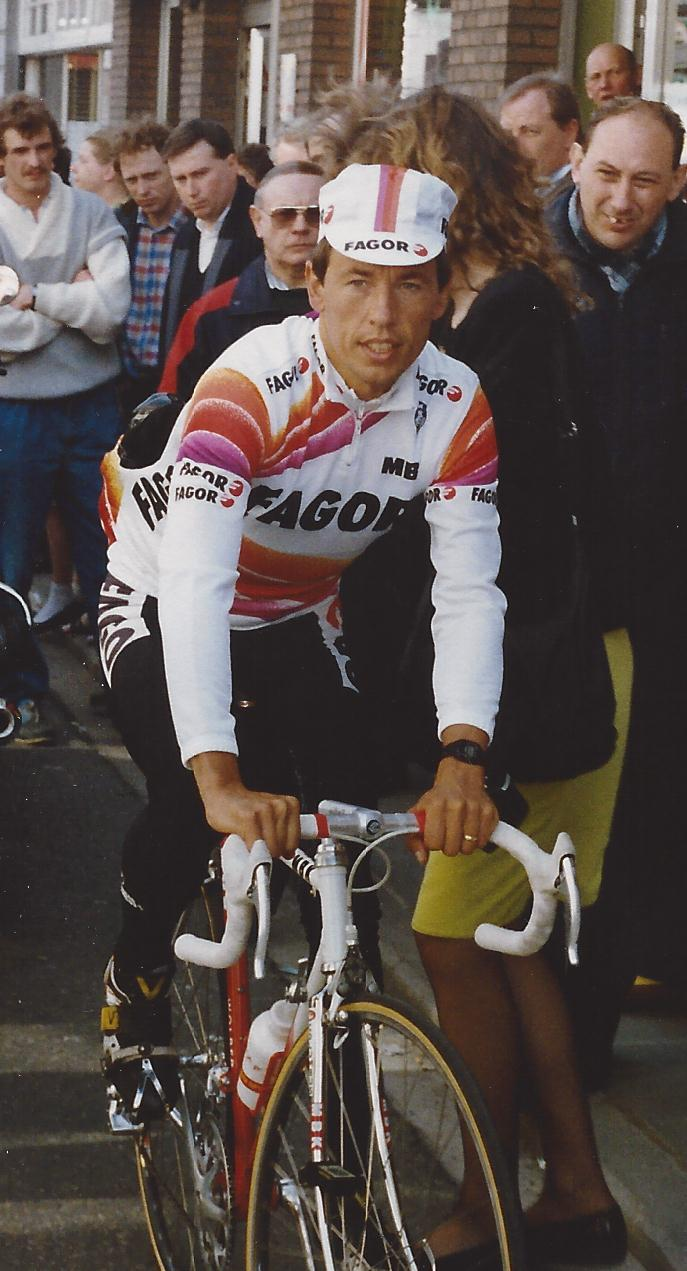
Eddy Schepers im Teamtrikot 1988 oder 1989

Fagor-MBK war ein französisches Radsportteam, das von 1985 bis 1989 bestand. Hauptsponsor war ein selbständiger, genossenschaftlich organisierter Haushaltsgerätehersteller mit Sitz in Mondragón. Es ist nicht zu verwechseln mit dem spanischen Team Fagor, welches von 1966 bis 1969 bestand.

## Geschichte
Das Team wurde 1985 unter der Leitung von Luis Ocaña und Serge Beucherie gegründet. Im ersten Jahr konnte das Team einige Etappensiege bei Rundfahrten gewinnen, unter anderem eine Etappe bei der Vuelta a España 1985. 1986 kamen je zwei Etappensiege beim Giro d’Italia und bei der Tour de France hinzu. Insgesamt gewann das Team vier Etappen bei der Vuelta a España, fünf beim Giro d’Italia und vier bei der Tour de France.
Fagor galt allgemein als schlecht organisiertes Team. Nach Jahren ohne großen Erfolgsdruck verstärkte sich die Mannschaft zur Saison 1988 u. a. mit Stephen Roche, der im Vorjahr sowohl den Giro d’Italia, die Tour de France wie auch die Weltmeisterschaft gewonnen hatte. Nachdem die von Roche empfohlenen Sportdirektoren Patrick Valke und Philippe Crépel kurz vor der Teampräsentation nicht mehr Teil der Mannschaft sein sollten, weigerten sich 16 der 18 Fahrer für das Mannschaftsfotos zu posieren. Während fast der gesamten Saison gab es Konflikte zwischen den Fahrern und der Teamleitung, was dazu führte, dass die Mannschaft in den Rennen meist konzeptlos auftrat. Die Fahrer beschwerten sich über die Qualität der Räder der Marke MBK und der Komponenten der Marke Zeus sowie das Verhalten des Sponsors, der u. a. den Teambus während der Rennen für Festlichkeiten von Außenstehenden nutzte. Überdies konnte der durch Kniebeschwerden gehandicapte Roche nicht an seine Vorjahresleistungen anknüpfen.
Zum Ende der Saison 1989 löste sich das Team auf.

## Erfolge
1985
- eine Etappe Vuelta a España
- Bordeaux–Paris
- zwei Etappen Valencia-Rundfahrt
- eine Etappe Paris-Nizza
- zwei Etappen Setmana Catalana de Ciclisme
- eine Etappe Baskenland-Rundfahrt
- eine Etappe Tour de Vendée
- zwei Etappen Dauphiné Libéré
- eine Etappe Paris–Bourges
- eine Etappe Étoile des Espoirs
- eine Etappe Herald Sun Tour

1986
- eine Etappe Paris-Nizza
- eine Etappe Baskenland-Rundfahrt
- zwei Etappen Giro d’Italia
- Grosser Preis des Kantons Aargau
- zwei Etappen Tour de France
- drei Etappen Portugal-Rundfahrt
- La Poly Normande
- Chanteloup-les-Vignes
- zwei Etappen Katalonien-Rundfahrt
- eine Etappe Tour de l’Avenir

1987
- Grand Prix d’Ouverture La Marseillaise
- eine Etappe Valencia-Rundfahrt
- Grand Prix de Cannes
- eine Etappe Paris-Nizza
- eine Etappe Tour du Vaucluse
- eine Etappe Baskenland-Rundfahrt
- zwei Etappen Tour d’Armorique
- zwei Etappen Giro d’Italia
- Prueba Villafranca de Ordizia
- zwei Etappen Portugal-Rundfahrt
- eine Etappe Katalonien-Rundfahrt
- eine Etappe Irland-Rundfahrt

1988
- eine Etappe Valencia-Rundfahrt
- eine Etappe Paris-Nizza
- drei Etappen Vuelta a España
- eine Etappe Route d’Occitanie
- eine Etappe Grand Prix Midi Libre
- zwei Etappen Tour de France
- drei Etappen Portugal-Rundfahrt
- zwei Etappen Kellogg’s Tour
- Bordeaux-Caudéran
- eine Etappe Herald Sun Tour

1989
- eine Etappe Paris-Nizza
- Grand Prix Cholet-Pays de la Loire
- Gesamtwertung und eine Etappe Baskenland-Rundfahrt
- eine Etappe 4 Jours de Dunkerque
- Teamwertung und eine Etappe Giro d’Italia
- eine Etappe Route d’Occitanie
- eine Etappe Grand Prix Midi Libre
- eine Etappe Baskenland-Rundfahrt
- eine Etappe Tour de l’Avenir

## Grand-Tour-Platzierungen
| Grand Tour            | 1985 | 1986 | 1987 | 1988 | 1989 |
| --------------------- | ---- | ---- | ---- | ---- | ---- |
| Vuelta a EspañaVuelta | 15   | –    | 22   | 6    | –    |
| Giro d’ItaliaGiro     | –    | 10   | 18   | –    | 9    |
| Tour de FranceTour    | 21   | 19   | 17   | 39   | 31   |

## Monumente-des-Radsports-Platzierungen
| Monument                 | 1985 | 1986 | 1987 | 1988 | 1989 |
| ------------------------ | ---- | ---- | ---- | ---- | ---- |
| Mailand–Sanremo          | 12   | 59   | 68   | 30   | –    |
| Flandern-Rundfahrt       | –    | –    | –    | –    | –    |
| Paris–Roubaix            | 20   | 14   | 28   | 46   | 33   |
| Lüttich–Bastogne–Lüttich | 34   | 30   | –    | 3    | 13   |
| Lombardei-Rundfahrt      | –    | –    | –    | 19   | –    |

## Bekannte ehemalige Fahrer
- Alfons De Wolf (1985)
- Jean-Claude Bagot (1985–1988)
- Jean-René Bernaudeau (1985–1988)
- Éric Caritoux (1986–1987)
- Vincent Lavenu (1988–1989)
- Francis Moreau (1989)
- Eddy Schepers (1988–1989)
- Stephen Roche (1988–1989)
- Sean Yates (1987–1988)
- Robert Millar (1988)
- Marc Gomez (1988)
- Johnny Weltz (1987–1988)